# Leucopardus nigrior
Leucopardus nigrior är en fjärilsart som beskrevs av Holloway 1976. Leucopardus nigrior ingår i släktet Leucopardus och familjen björnspinnare. Inga underarter finns listade i Catalogue of Life.